# Élections générales britanniques de 1983 en Angleterre
Des élections générales britanniques ont lieu le 9 juin 1983 pour élire la 49e législature du Parlement du Royaume-Uni. L'Angleterre élit 523 des 650 députés.

## Résultats
| Partis | Partis                  | Voix       | Voix  | Voix       | Total des sièges | Total des sièges | Total des sièges |
| Partis | Partis                  | Votes      | %     | +/−        | Sièges           | +/−              |                  |
| ------ | ----------------------- | ---------- | ----- | ---------- | ---------------- | ---------------- | ---------------- |
|        | Conservateur            | 11 711 519 | 46,0  | 1,2        | 362 / 523        | 37               |                  |
|        | Travailliste            | 6 862 422  | 26,8  | 9,8        | 148 / 523        | 45               |                  |
|        | Alliance SDP - Libéraux | 6 714 957  | 26,4  | 11,5       | 13 / 523         | 8                |                  |
|        | Autres                  | 183 748    | 0,7   | 0,5        | 0 / 523          | stagnation       |                  |
| Total  | Total                   | 25 472 646 | 100,0 | stagnation | 523 / 523        |                  |                  |